# Улентинський сільський округ
Уленти́нський сільський округ (каз. Өлеңті ауылдық округі, рос. Улентинский сельский округ) — адміністративна одиниця у складі Єрейментауського району Акмолинської області Казахстану. Адміністративний центр — село Уленти.
Населення — 988 осіб (2021; 1321 у 2009, 1688 у 1999, 2418 у 1989).
Станом на 1989 рік існували Койтаська сільська рада (села Ажа, Койтас) та Улентинська сільська рада (села Ордабай, Уленти, селища Куржункуль, Уленти). 1993 року вони утворили Улентинський сільський округ. 2000 року було виділено Койтаський сільський округ (села Ажи, Койтас). Села Богенбай та Ордабай ліквідовано 2001 року. 

## Склад
До складу округу входять такі населені пункти:
| Населений пункт              | Колишні назви | Населення, осіб (1989) | Населення, осіб (1999) | Населення, осіб (2009) | Населення, осіб (2021) |
| ---------------------------- | ------------- | ---------------------- | ---------------------- | ---------------------- | ---------------------- |
| Богенбай, село               | -             | -                      | 203                    | -                      | -                      |
| Коржинколь, станційне селище | Куржункуль    | 230                    | 230                    | 130                    | 14                     |
| Ордабай, село                | -             | 270                    | 84                     | -                      | -                      |
| Уленти, село                 | -             | 1563                   | 835                    | 946                    | 907                    |
| --109 база                   | -             | -                      | -                      | -                      | 9                      |
| --Арочна                     | -             | -                      | -                      | -                      | 6                      |
| --Кизилозек                  | -             | -                      | -                      | -                      | 2                      |
| --Насосна станція            | -             | -                      | -                      | -                      | 11                     |
| --Ойнак                      | -             | -                      | -                      | -                      | 3                      |
| --Сайдалі                    | -             | -                      | -                      | -                      | 6                      |
| --Таспака                    | -             | -                      | -                      | -                      | 13                     |
| --Уштаган                    | -             | -                      | -                      | -                      | 7                      |
| Уленти, станційне селище     | -             | 355                    | 336                    | 245                    | 10                     |